# Carlo Baumschlager
Karl Baumschlager, bekannt als Carlo Baumschlager (* 1956 in Bregenz, Vorarlberg), ist ein österreichischer Architekt und ehemaliger Akademieprofessor.

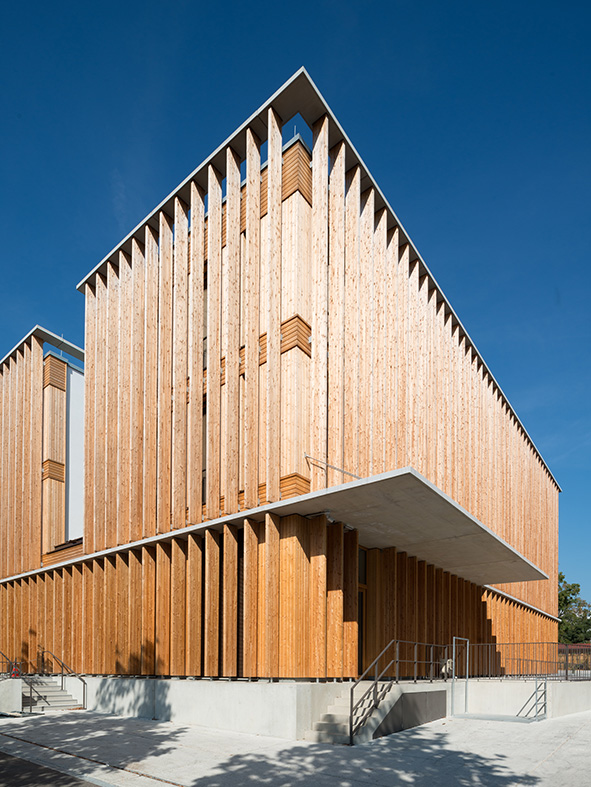
Türkenwirtgebäude der Universität BOKU in Wien

## Werdegang
Karl „Carlo“ Baumschlager studierte bis 1978 Architektur an der Hochschule für angewandte Kunst Wien Industriedesign u. a. bei Hollein, Ungers und Holzbauer, bei dem er 1982 diplomierte. 1982 wurde er Mitglied der Vorarlberger Baukünstler. 
Von 1985 bis 2010 leitete er mit Dietmar Eberle das Architekturbüro Baumschlager Eberle. 2010 gründete Baumschlager mit Jesco Hutter das Büro Baumschlager Hutter Partners mit Standorten in Dornbirn und Widnau (CH), inzwischen (Stand Sommer 2024) auch in St. Gallen und Zürich, München und Wien.
Baumschlager lehrte von 1994 bis 1997 an der Syracuse University, in Stuttgart, 2002 an der Universität Calgary und von 2007 bis 2023 an der Akademie der Bildenden Künste München. Seine Assistenten waren u. a. Christoph von Oefele, Alexander Tochtermann und Philipp Wündrich.

## Mitgliedschaften / Ehrenmitglied
- Mitglied in der Kammer der Architekten und Ingenieurkonsulenten für Tirol und Vorarlberg, Österreich[1]
- Mitglied der Bayerischen Architektenkammer, Deutschland[2]
- Mitglied im Bund Deutscher Architekten BDA, Deutschland[3]
- Mitglied der Liechtensteiner Architektenkammer, Fürstentum Liechtenstein
- Mitglied der Tschechischen Architektenkammer, Tschechische Republik
- Mitglied der Luxemburger Architektenkammer
- Ehrenmitglied: The American Institute of Architects, Vereinigte Staaten von Amerika

## Auszeichnungen und Preise
- 2021: Verzinkerpreis für Architektur und Metallgestaltung für Falginjochbahn, Kaunertaler Gletscher
- 2019: Staatspreis für Architektur und Nachhaltigkeit mit Projekt Universität für Bodenkultur, Wien[4]
- 2017: Focus-Award, Deutschlands Top-Architekturbüro 2017
- 2016: Österreichische Gesellschaft für Nachhaltiges Bauen, klimaaktiv Silber für den Wohnbau ARWAG / Migra Seestadt Aspern Wien, Österreich[5]
- 2013: ISR Architektur Award in der Kategorie Gesamtprojekt für das Projekt Wildspitzbahn, Österreich[6]
- 2013: 10. Vorarlberger Holzbaupreis, Auszeichnung für das Einfamilienhaus König in Altach, Österreich[7]
- 2013: Iconic Award, Kategorie Architecture, Winner für das Projekt Wildspitzbahn, Österreich
- 2010: Österreichischer Staatspreis 2010, Architektur und Nachhaltigkeit, Österreich[8]
- 2010: BDA-Preis Nordrhein Westfalen für Diakonie Düsseldorf[9]
- 2009: International Architecture Award, Chicago, USA[10]
- 2009: Deutsches Gütesiegel für Nachhaltiges Bauen von der Deutschen Gesellschaft für Nachhaltiges Bauen (DGNB) in Gold für das Projekt Commercial Center HafenCity, Hamburg, Deutschland
- 2009: Europäischer Architekturpreis Energie + Architektur BDA, lobende Erwähnung, Berlin, Deutschland
- 2009: Wiener Wohnbaupreis, Auszeichnung, Wien, Österreich
- 2008: Aluminium-Architektur-Preis 2008, Wien, Österreich
- 2007: Otto Wagner Städtebaupreis, Würdigung, Wien, Österreich
- 2006: Energy Globe, Wien, Österreich
- 2004: Deutscher Städtebaupreis, Hamburg, Deutschland
- 2001: Green Pin, Kopenhagen, Dänemark
- 2001: World Architecture Award – Grün, Hongkong, China
- 2001: World Architecture Award – Wohnbau, Hongkong, China